# Mistrzostwa Świata w Kolarstwie Górskim 1990
1. Mistrzostwa Świata w Kolarstwie Górskim – zawody sportowe, które odbyły się w dniach 14–15 września 1990 roku w Durango w USA. Rozegrane zostały po dwie konkurencje dla kobiet i mężczyzn: cross country oraz downhill.

## Wyniki
| Konkurencja:          | Złoto:       | Srebro:             | Brąz:           |
| Klasyfikacja mężczyzn |              |                     |                 |
| Cross country         | Ned Overend  | Thomas Frischknecht | Tim Gould       |
| Downhill              | Greg Herbold | Mike Kloser         | Paul Thomasberg |
| Klasyfikacja kobiet   |              |                     |                 |
| Cross country         | Juli Furtado | Sara Ballantyne     | Ruthie Matthes  |
| Downhill              | Cindy Devine | Elladee Brown       | Penny Davidson  |

## Tabela medalowa
| Miejsce | Państwo           |   |   |   | Razem |
| ------- | ----------------- | - | - | - | ----- |
| 1.      | Stany Zjednoczone | 3 | 2 | 3 | 8     |
| 2.      | Kanada            | 1 | 1 | 0 | 2     |
| 3.      | Szwajcaria        | 0 | 1 | 0 | 1     |
| 4.      | Wielka Brytania   | 0 | 0 | 1 | 1     |